# Кортгене
Кортгене (нід. Kortgene) — місто в нідерландській провінції Зеландія. Входить до муніципалітету Норд-Бевеланд.
Його площа становить 15,50 км², а населення станом на 2021 рік складало 1 910 осіб.
До 1995 року мало статус окремого муніципалітету.

## Галерея

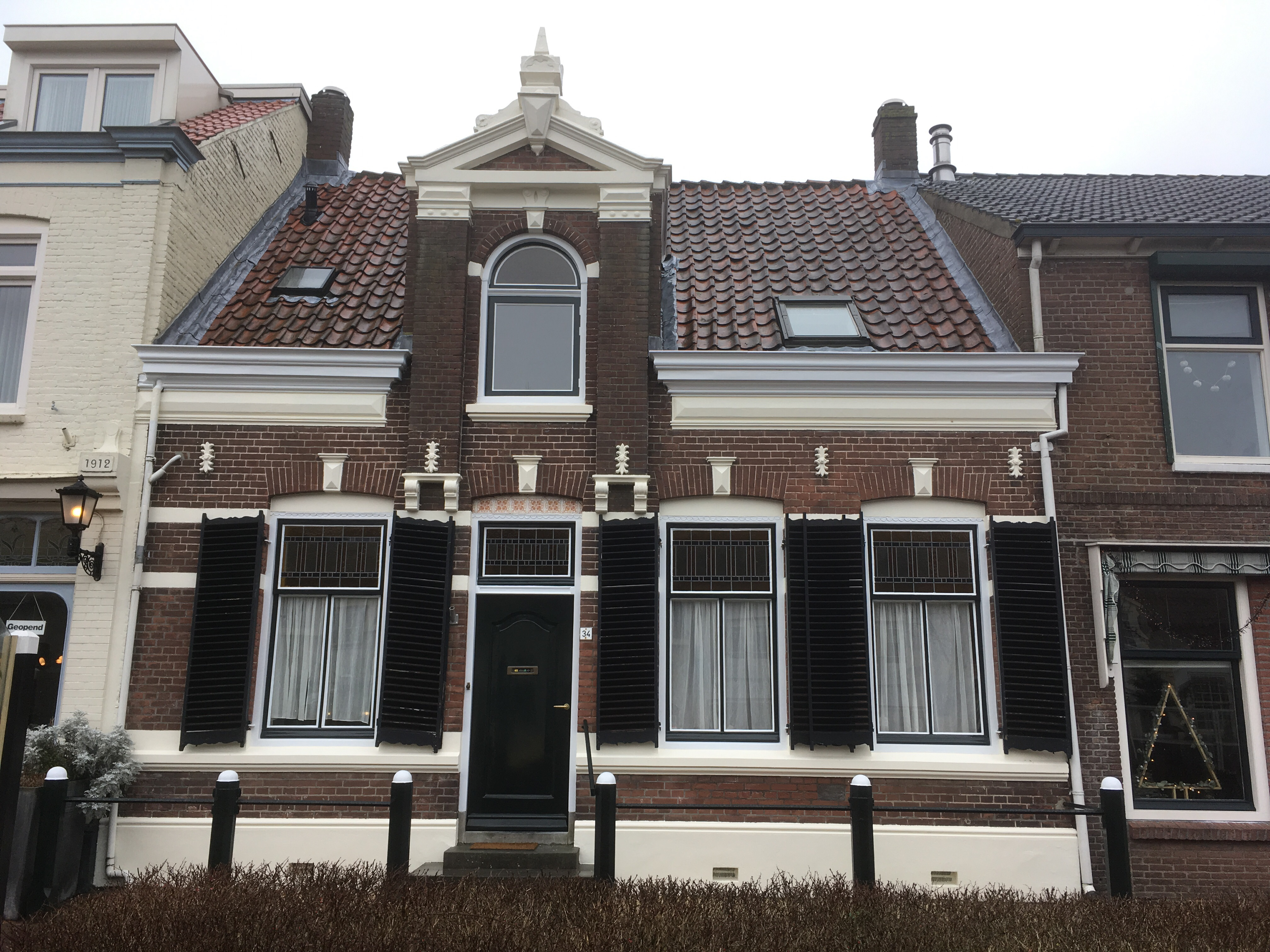
Будинок у місті
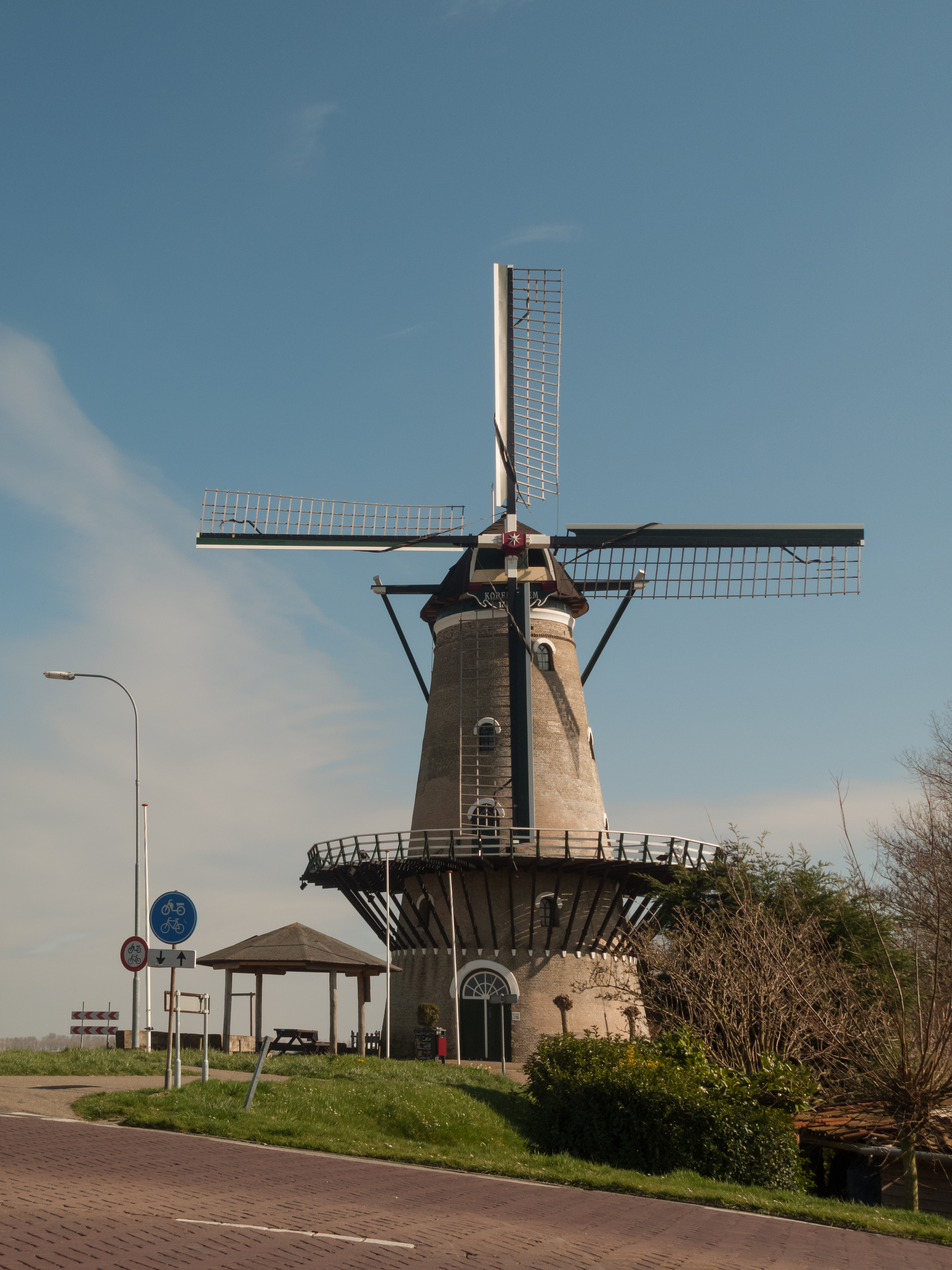
Вітряк у Кортгене
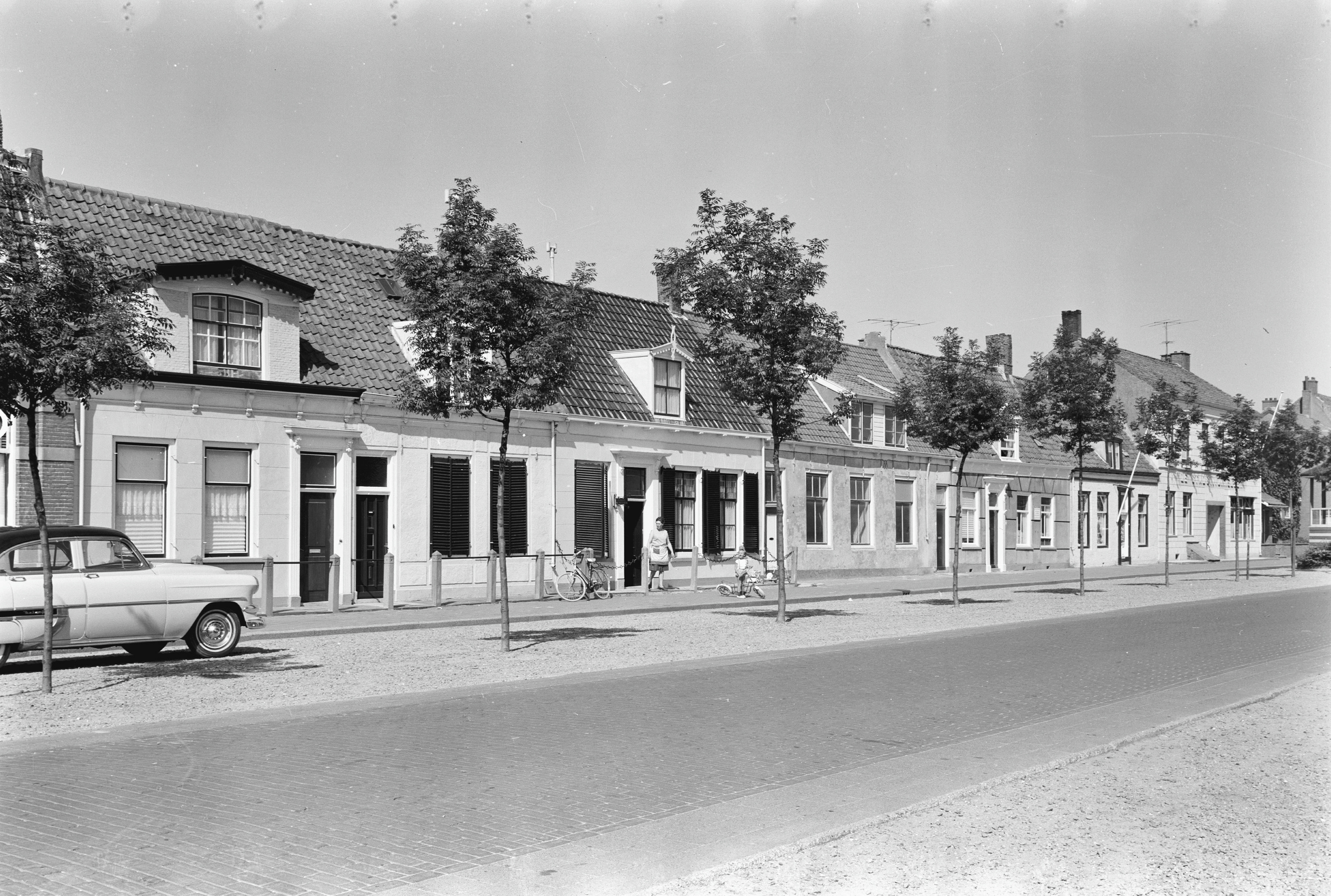
Вулична панорама